# Руйяр, Пьер Луи
Пьер Луи Руйяр (фр. Pierre Louis Rouillard; 16 января 1820[…], Париж — 2 июня 1881, Париж) — французский скульптор, известный своими скульптурами животных. Один из ярких представителей «французской анималистической школы», в которую входили также Пьер-Жюль Мэн, Огюст Николя Каэн и Франсуа Помпон.
Предпочитал использовать для скульптур чугун, а не бронзу.

## Биография
Учился в Париже в Высшей школе искусств. Был учеником Жана-Пьера Корто. Вскоре он сам стал профессором скульптуры в Школе рисунка (ныне Высшая Национальная школа декоративного искусства в Париже) и оставался в должности с 1840 по 1881 годы. Франсуа Помпон был его учеником.
В 1848 году впервые выставлялся в Парижском салоне, где был удостоен медали.
Руйяр работал над престижными монументами в Лувре, Парижской Опере, в Коммерческом трибунале, на площади Трокадеро, в Военном Министерстве, а также для фонтана Сен-Мишель. Он реализовал 24 группы животных, предназначенных для декорации дворца Бейлербейи в Константинополе, и многое другое.
Созданием своих работ он обязан своему очень раннему, в 15 лет, увлечению анатомией, которую изучал в Музее естественной истории города Парижа и был удостоен чести получить немало заказов от этого музея. Позже он преподавал анатомию с таким успехом, что приходилось лимитировать количество желающих. Среди его известных учеников — слепой скульптор Луи Видаль.
За свои многочисленные работы в качестве скульптора-анималиста, а также за качество преподавания, он был удостоен лавров академика и стал кавалером ордена Почётного легиона.

## Творчество

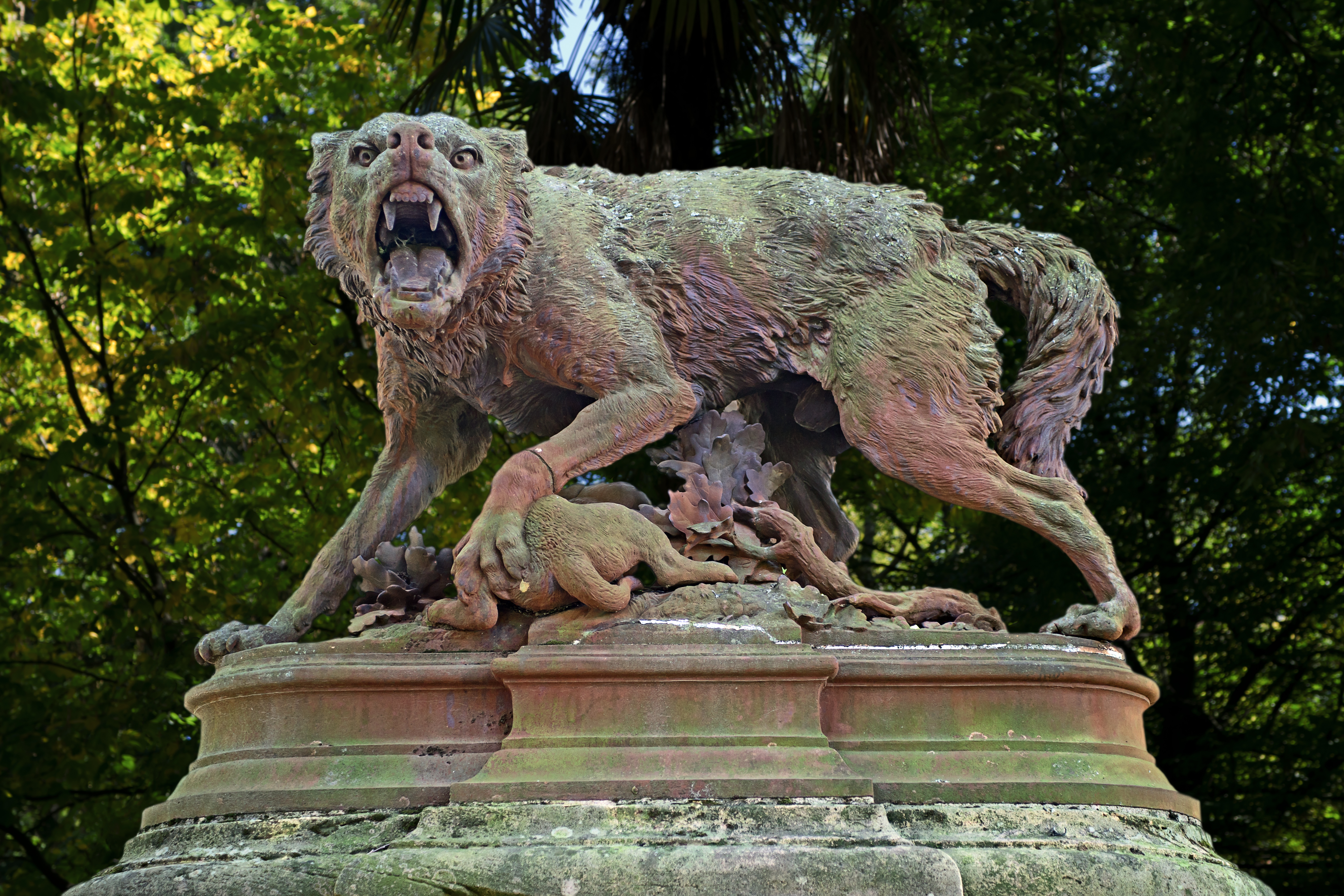
Волк. Тулуза

Пьер Руйяр в течение всей своей карьеры стремился к точности в воспроизведении анатомических деталей живого объекта. Он старался воспроизвести животное как точную копию с натуры. Это привело к тому, что художник специализировался в монументальной скульптуре, предпочитая делать скульптуры в натуральную величину, и даже крупнее, что могло быть выполнено только благодаря отливке скульптурных ансамблей из железа, а менее крупных — из меди.
Одна из знаменитых скульптур, «Жеребец Доллар», является точной копией с английского скакового жеребца.
Работы Руйяра включают в себя скульптуры для Парижской Оперы, Лувра и фонтана на площади Сен-Мишель в Париже.
По поручению французского правительства он работал в Стамбуле при султане Адбул-Азизе. Многие его скульптуры украшают Стамбул.

## Галерея

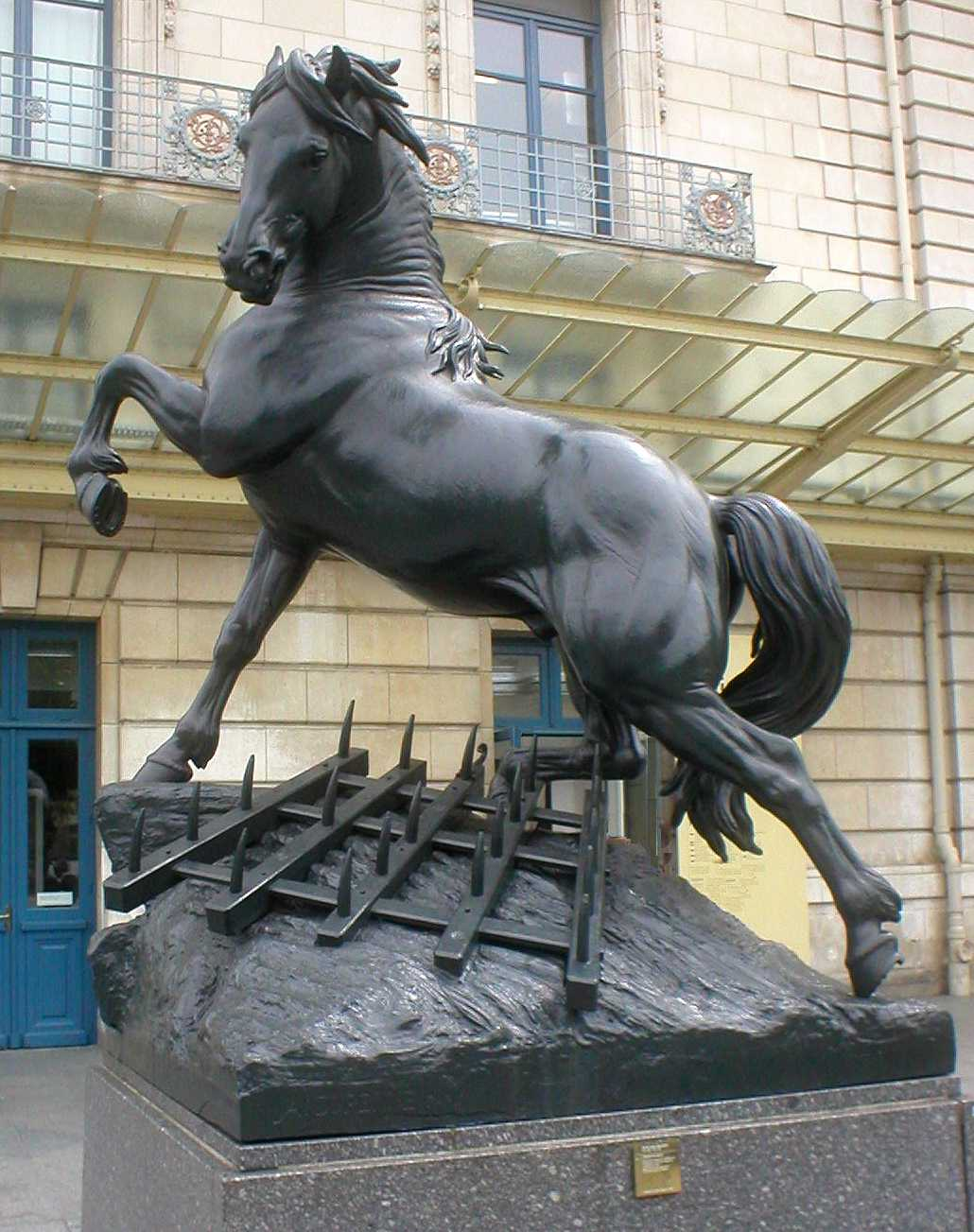
Скульптура «Лошадь с бороной», двор музея Орсе, Париж
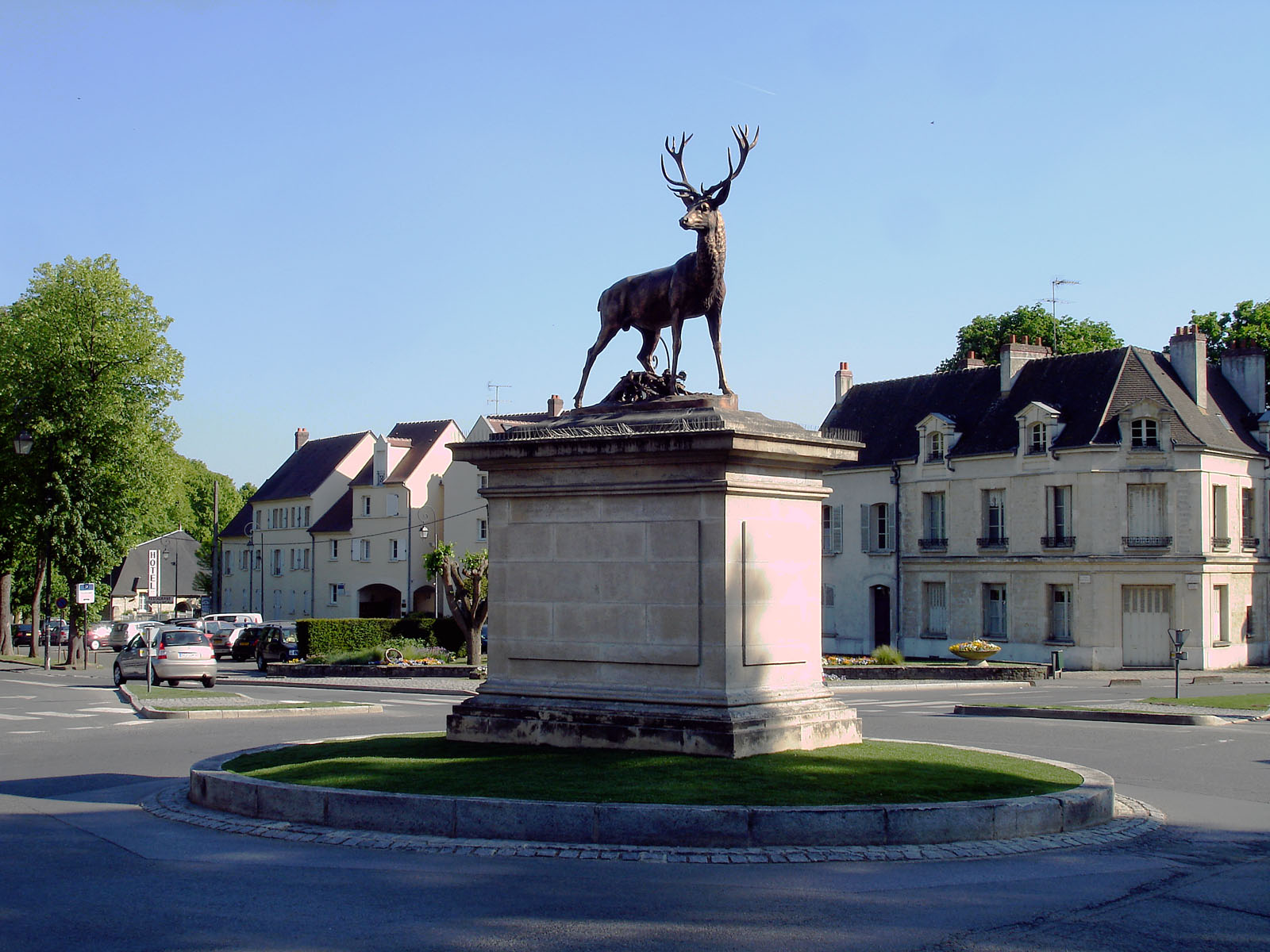
Скульптура оленя на площади города Санлис, Франция
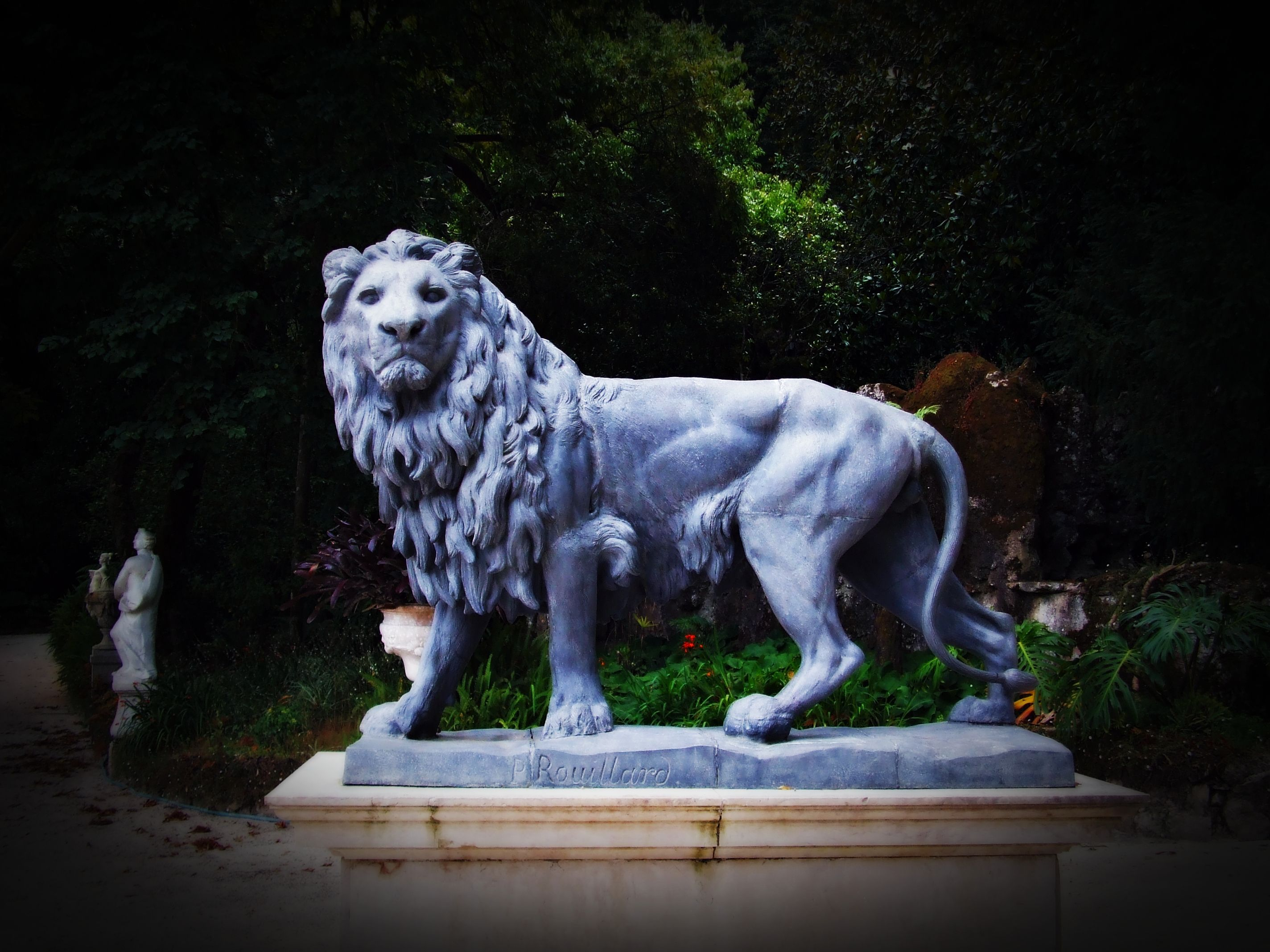
Скульптура «Лев Индии» в Кинта-да-Регалейра, Синтра, Португалия
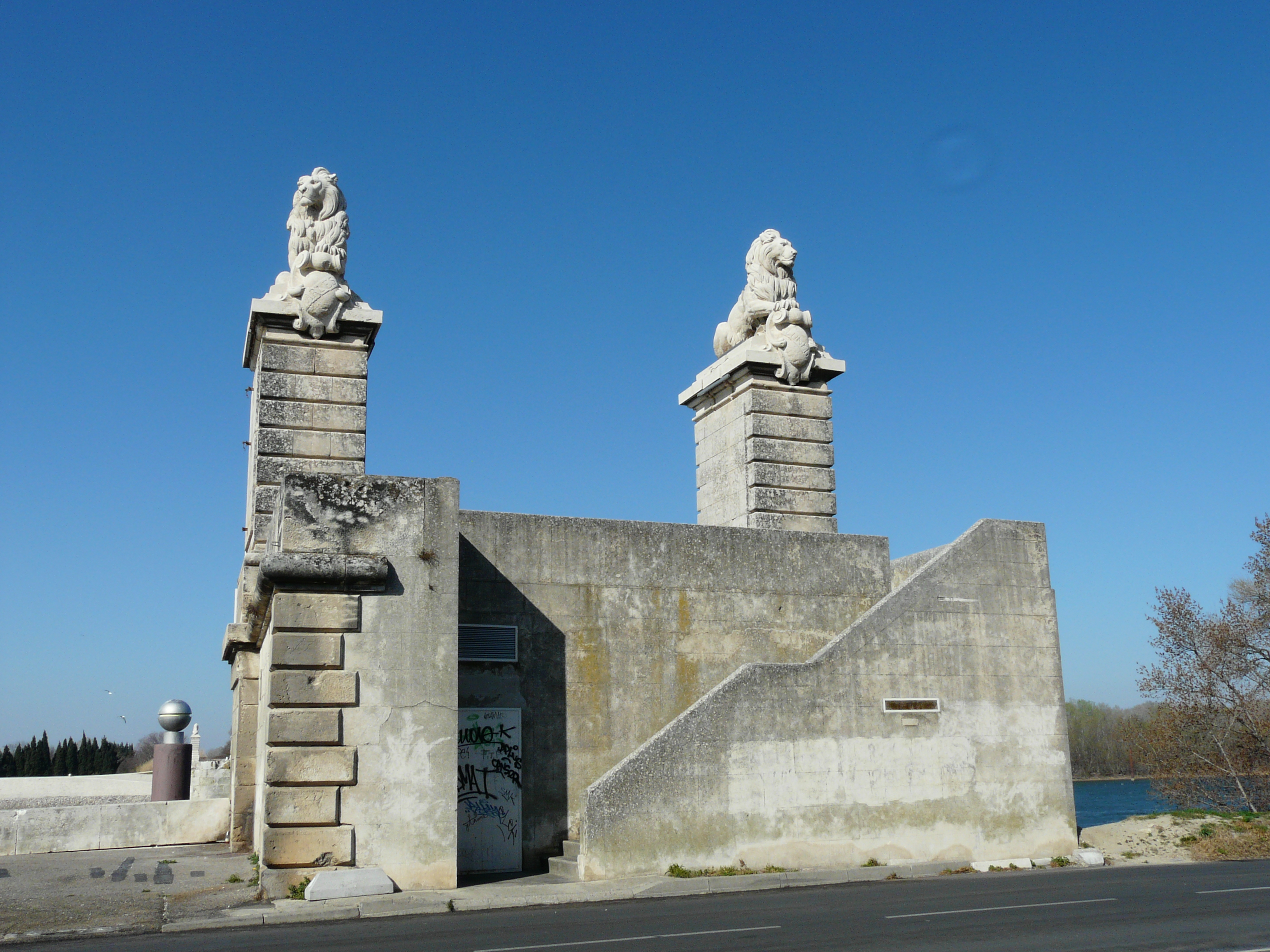
Фигуры львов на старом разрушенном мосту через Рону в Арле
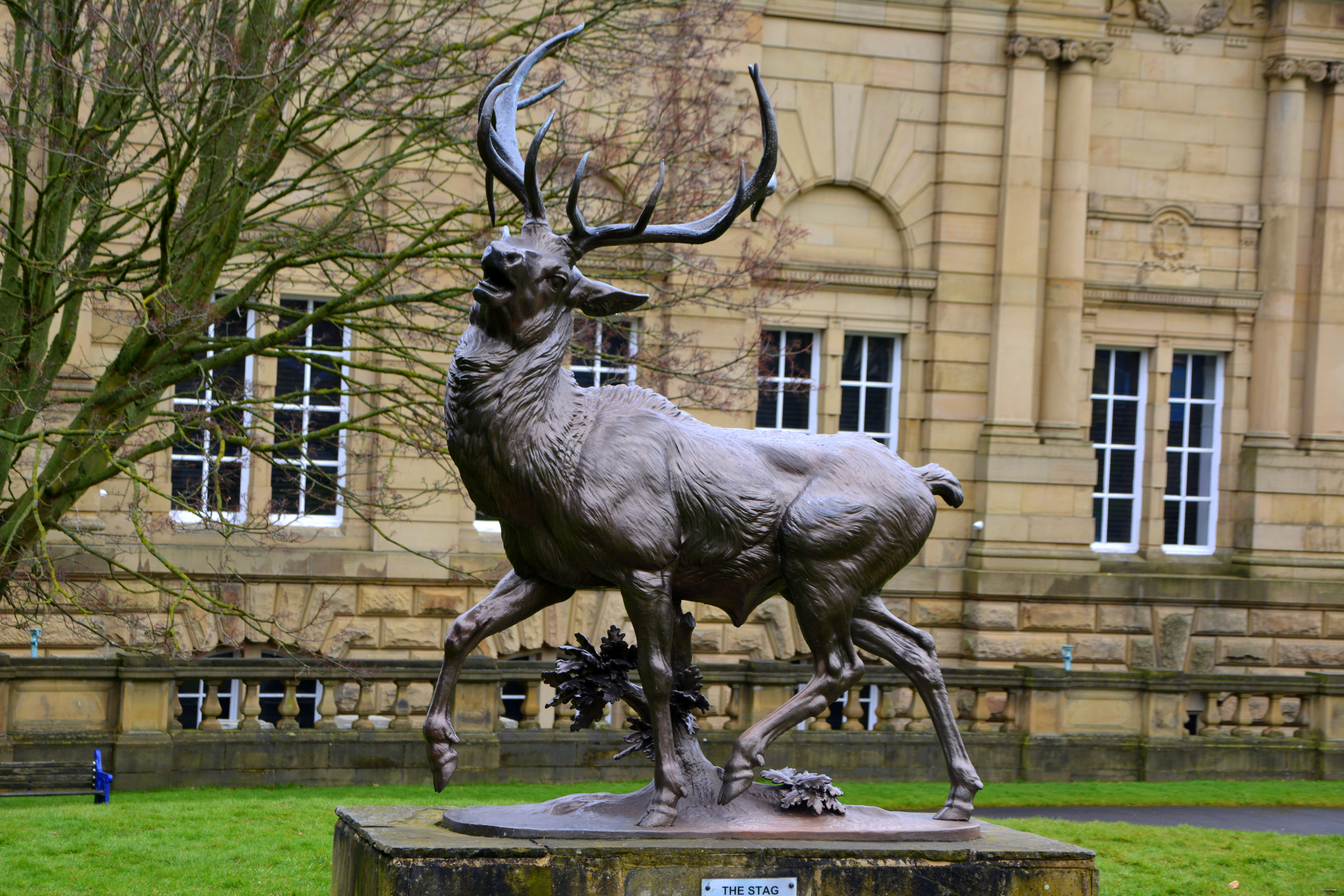
Фигура оленя в Бредфордском Листер-парке